# Titan (John Varley)
Pour les articles homonymes, voir Titan.
Titan (titre original : Titan) est un roman de John Varley publié en 1979, premier volume de la Trilogie de Gaïa. Il a remporté le prix Locus du meilleur roman de science-fiction en 1980 et a été nommé au prix Nebula du meilleur roman en 1979 et au prix Hugo du meilleur roman en 1980.

## Synopsis
En 2025, à bord du vaisseau spatial le Seigneur des Anneaux, une expédition scientifique partie pour collecter des renseignements sur les satellites naturels de Saturne découvre en orbite autour de la planète un satellite artificiel qui se révèle être un tore de Stanford.
S'approchant de l'objet, un appendice sortant de sa paroi les happe, détruisant le vaisseau et éparpillant les survivants, qui se réveillent après des mois d'isolement sensoriel, dont certains se souviennent plus que d'autres. Certains d'entre eux se retrouvent dotés de la maîtrise d'une langue d'une des différentes espèces locales.
Le livre suit le capitaine Cirocco Jones, surnommée Rocky, dans sa quête pour retrouver les membres de son équipe, dans un premier temps, puis dans son ascension vers le moyeu (centre) de la roue où se trouve la divinité qui dirige ce monde, Gaïa.

## Géographie
La roue de Gaïa est divisée en onze régions, chacune dirigée par un des cerveaux périphériques de Gaïa (voir Sorcière du même auteur).

## Faune et flore
La faune de Gaïa a été créée par la divinité Gaïa sauf pour certaines exceptions qui semblent faire partie de la faune et flore originelle du satellite.
- Les Titanides sont des êtres ressemblant fort à des centaures, mais dont le buste humain est féminin. Ils disposent de 3 organes reproducteurs : un organe mâle et un organe femelle équin situés entre leurs membres postérieurs, et un organe humain situé sur leur buste au niveau du pubis, qui détermine le sexe de l'individu. Les Titanides « mâles » possèdent pareillement un buste féminin. Ils sont dotés au niveau génétique d'une haine envers les Anges.
- Les Anges sont des créatures de forme humaine dotées d'ailes d'une envergure d'environ 8 mètres ; elles vivent autour des câbles de soutènement de la roue, qui relient le moyeu aux régions. Elles sont génétiquement dotées d'une haine viscérale envers les Titanides.
- Les Saucisses sont d'énormes ballons dirigeables vivants qui peuvent véhiculer n'importe quel animal voulant se déplacer dans la direction qu'elles empruntent. Elles mangent des arbres qui doivent être réduits en bouillis par de petits animaux qu'on ne trouve que dans leur estomac. Toutes les Saucisses sont mâles et ont besoin des subs (version marine des saucisses) pour se reproduire. Les Saucisses sont remplies d'hydrogène et risquent l'explosion en cas d'étincelle, ou de se dégonfler si leur enveloppe est percée.
- Les Subs sont des créatures sous-marines de taille gigantesque qui sont la version femelle des Saucisses. Elles sont aussi paisibles qu'elles et acceptent de remorquer les embarcations qu'elles croisent si elles n'ont rien d'autre à faire.
- Les Sourieurs sont des animaux qui n'ont pas été créés par Gaïa mais qui au contraire font partie de sa faune « par défaut ». Ce sont des ruminants aux allures de kangourous qui se laissent approcher sans peur, et sur lesquels on peut même prélever de la viande sans aucun mal pour eux. Il s'agit donc d'usines à viande.
- Les Arbres à Cabanes sont des arbres qui n'ont pas été créés par Gaïa mais qui au contraire font partie de sa flore « par défaut ». Un coup de hache bien placé suffit à débiter le tronc en rondins et en planches, ce qui évite le recours aux scieries.